# Pinus contorta
Pinus contorta es una especie común en el oeste de América del Norte.
 Al igual que el resto de los pinos es perennifolia.

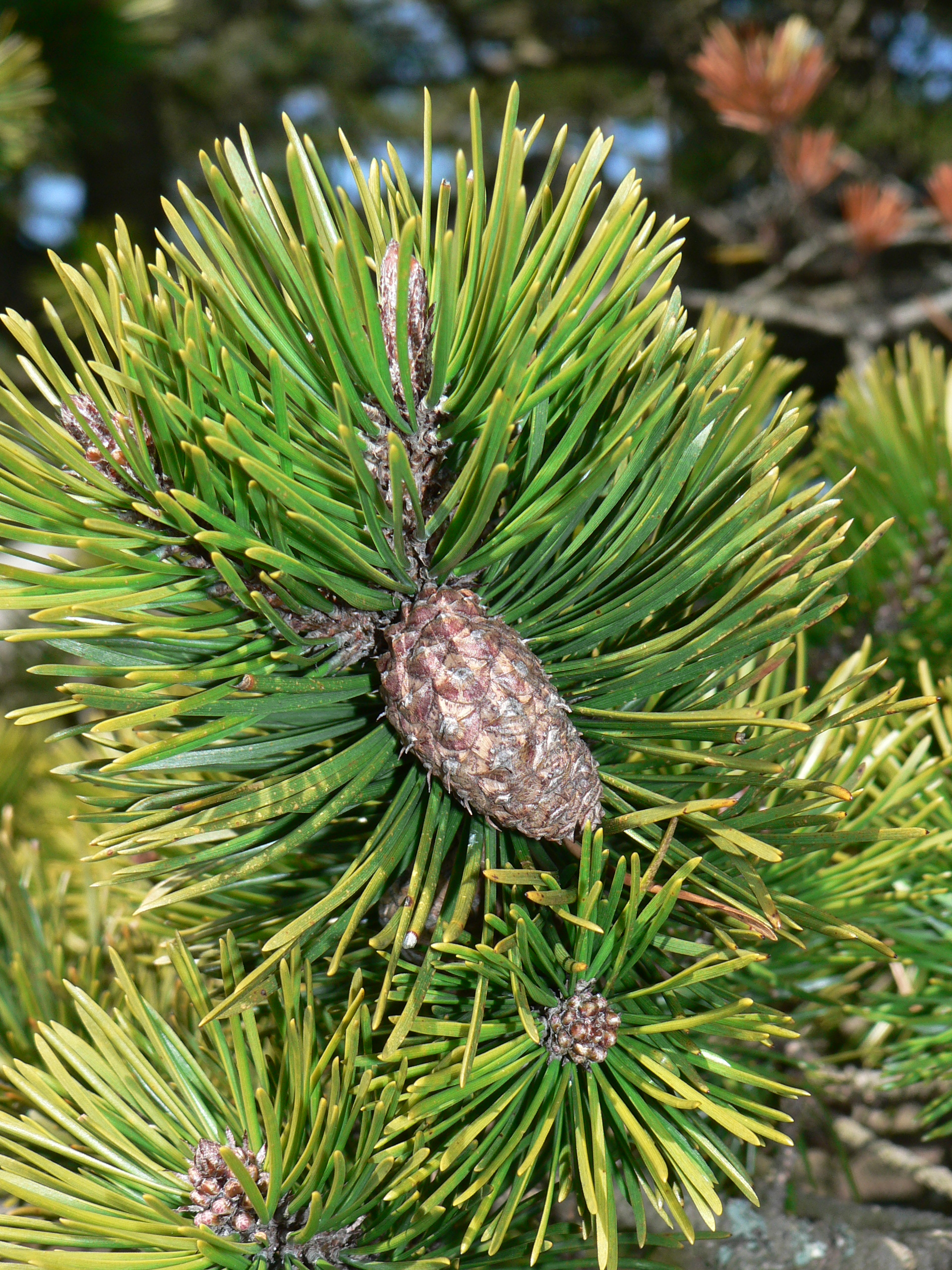
Detalle de acículas y conos

## Descripción
Esta especie puede alcanzar los 30 a 40 m de altura, sin embargo es con frecuencia más baja, en especial la subespecie contorta, mientras que murrayana puede alcanzar los 50 m. Las acículas, de 3 a 7 cm de longitud, surgen en pareja y a menudo retorcidas. Los conos, de 3 a 7 cm y de escamas  espinosas, suelen necesitar exposiciones a altas temperaturas (como incendios forestales) para abrirse y liberar las semillas, aunque en la subespecie murrayana se abren simplemente al madurar.
P. contorta se hibrida con su pariente más cercano, Pinus banksiana.
Se considera una especie altamente invasiva en Nueva Zelanda. También se ha plantado extensamente en Noruega y Suecia para su uso en selvicultura.

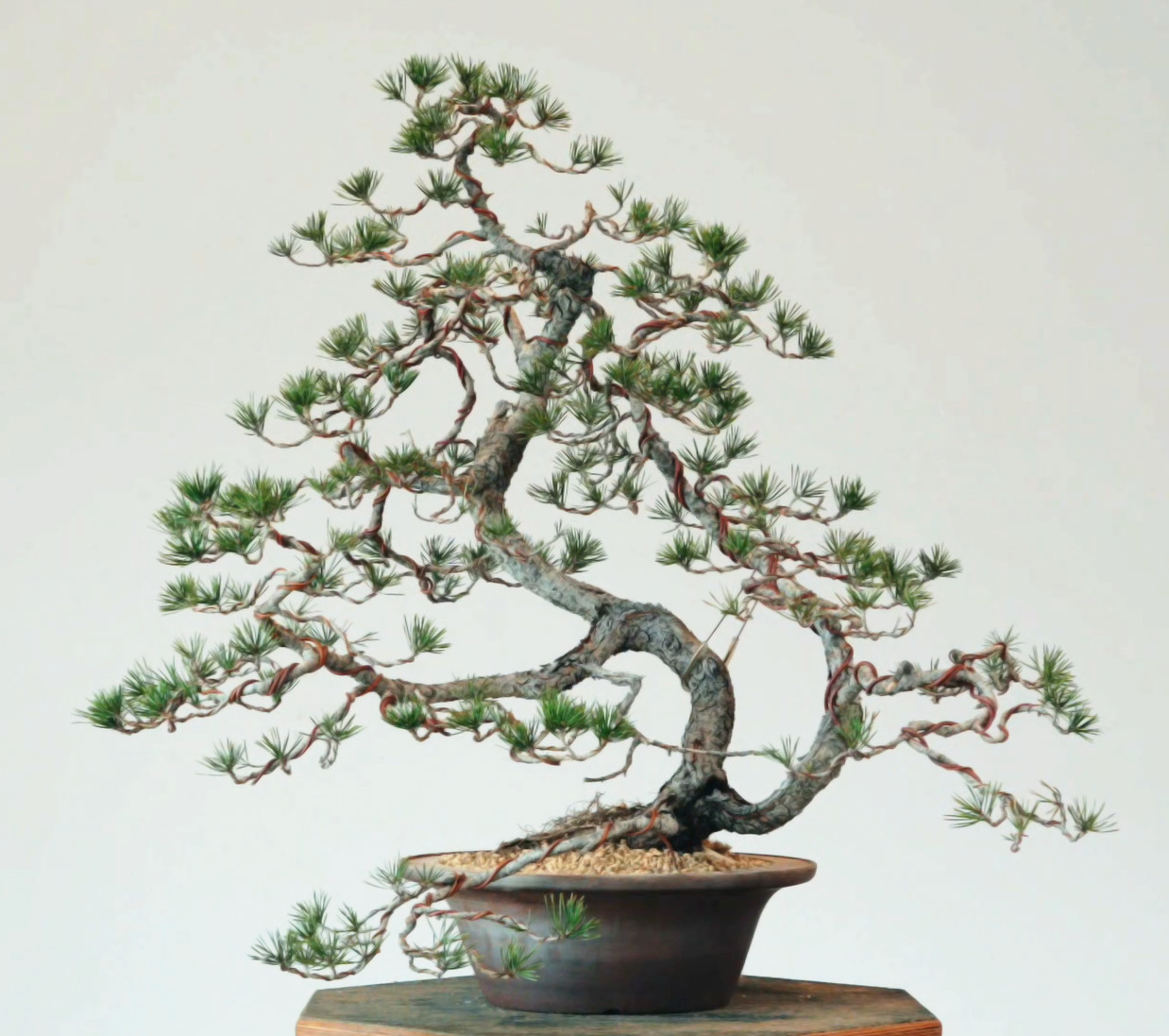
Pinus contorta en entrenamiento como bonsái. Nótese el uso de alambres para posicionar las ramas. Este es un "yamadori" (ejemplar recolectado en la naturaleza) y ha sido diseñado por el artista norteamericano Bjorn Bjorholm.

## Historia
El nombre común por el que se conoce a esta especie de pino en Norteamérica lodgepole, se debe a su uso en la construcción de los tipis indios. Un tipi típico se construye con unos 15 a 18 ejemplares de P. contorta. Las características de esta especie, troncos largos, rectos y ligeros la hacían ideal para el transporte a caballo en las culturas nómadas cazadoras de búfalos. Las tribus recorrían largas distancias atravesando las llanuras para buscar los pinos que crecían únicamente en las zonas montañosas. En Minnesota se utilizaban otras especies, como el pino rojo (pinus resinosa), pero eran generalmente más gruesos, pesados y más incómodos de transportar.
Mucha gente utiliza aún esta especie para erigir tipis como casas particulares y en Reservas Indias como recinto de asambleas. Los pinos se talan para las vigas en los bosques nacionales, a condición de que se solicite un permiso para cortar árboles vivos con propósitos ceremoniales o tradicionales. Las Montañas Bighorn, las Black Hills y las Medicine Bow Mountains de Wyoming son zonas populares de tala para los entusiastas de los tipis y los Indios Americanos que viven en las reservas de las llanuras de Dakota del Norte y del Sur.

## Amenazas
El hongo Grosmannia clavigera ataca la especie transmitido por la boca del escarabajo del pino Dendroctonus ponderosae.

## Taxonomía
Pinus contorta fue descrita por David Douglas  y publicado en Arboretum et Fruticetum Britannicum 4: 2292, f. 2210, 2211. 1838.
Etimología
Pinus: nombre genérico dado en latín al pino.
contorta: epíteto latino que significa "retorcido".
Variedades
Existen tres subespecies, una de ellas con dos variedades. En ocasiones los cuatro taxones son clasificados con el rango de variedad.

- Pinus contorta subespecie contorta - Pino contorto costero.[8] Área de distribución: Costa del Pacífico, Alaska meridional hasta California.
  - Pinus contorta subespecie contorta var. contorta (sin. P. contorta var. contorta) - Área de distribución: Costa del Pacífico, Alaska hasta noroeste de California.
  - Pinus contorta subespecie contorta var. bolanderi (sin. P. contorta var. bolanderi) - Área de distribución: Mendocino, costa de California (especie casi amenazada por incendios, urbanismo y tráfico de vehículos.[9])
- Pinus contorta subespecie murrayana (sin. P. contorta var. murrayana) - Pino de Murray. Área de distribución: Cordillera de las Cascadas, Sierra Nevada (Estados Unidos) y cadenas montañosas lindantes, el estado de  Washington y de norte a sur de Baja California.
- Pinus contorta subespecie  latifolia (sin. P. contorta var. latifolia) - Pino contorto de hoja ancha. Área de distribución: Montañas Rocosas, Yukon a Colorado, Saskatchewan, el parque forestal de Aspen y el bosque boreal.[10]

Sinonimia
- Pinus bolanderi Parl.
- Pinus inops Bong.
- Pinus macintoshiana P.Lawson[11][12]

var. latifolia Engelm.
- Pinus bourcieri Carrière
- Pinus boursieri Carrière
- Pinus divaricata var. hendersonii (Lemmon) B.Boivin
- Pinus divaricata var. latifolia (Engelm. ex S.Watson) B.Boivin
- Pinus divaricata var. musci B.Boivin
- Pinus murrayana var. sargentii Mayr
- Pinus tamrac A.Murray bis
- Pinus tenuis Lemmon

var. murrayana (Balf.) S.Watson
- Pinus muricata Bol.
- Pinus murrayana Balf.